# The Kids Aren’t Alright
The Kids Aren’t Alright – singel amerykańskiej punkrockowej grupy The Offspring wydany w 1999. Był to trzeci singel promujący album Americana. Utwór został także zawarty na wydanej w 2005 roku kompilacji Greatest Hits.
„The Kids Aren’t Alright” jest jedną z najczęściej odsłuchiwanych piosenek grupy na portalu Last.FM.
We wrześniu 2022 nagranie uzyskało w Polsce certyfikat złotej płyty.

## Lista utworów

### Wersja oryginalnae
1. The Kids Aren’t Alright
2. Pretty Fly (for a White Guy) (Live)
3. Walla Walla (Live)

### Wersja alternatywna
1. The Kids Aren’t Alright
2. Pretty Fly (for a White Guy) (Live)
3. Walla Walla (Live)
4. Pretty Fly (for a White Guy) (CD Extra Video)

### Wersja alternatywna II
1. The Kids Aren’t Alright
2. Pretty Fly (for a White Guy) (Live)
3. Walla Walla (Live)
4. Why Don’t You Get a Job? (Live)

### Wersja alternatywna III
1. The Kids Aren’t Alright
2. Walla Walla (Live)
3. Pretty Fly (for a White Guy) (CD Extra Video)